# Hother Paludan (arkitekt)
 Der er flere personer med dette navn, se Hother Paludan.
Hother August Paludan (født 5. juni 1841 på Alrø, død 22. april 1888 i Viborg) var en dansk arkitekt. En slægtning med samme navn var også arkitekt.
Hans forældre var sognepræst, senere stiftsprovst Janus August Paludan og Camilla Augusta Kipnasse. Paludan gik i skole i Horsens, stod i tømrerlære, blev optaget på Kunstakademiet i forberedelsesklasse 1857, fra 1864 til 1866 var han i arkitektur- og dekorationsskolen, men tog aldrig afgang. Han var ansat som konduktør hos N.S. Nebelong ved ombygningen af fængslet i Viborg 1863. 
Med en solid håndværksbaggrund er Paludans huse typisk stilfærdig arkitektur med vægt på den robuste udførelse. Hans sygehus i Skive var funktionelt og fremsynet i sin plan.
Han blev gift 1. gang 10. oktober 1867 i Viborg med Elsigne Marie Topp (17. december 1847 i Viborg – 20. september 1885 smst.), datter af urmager Daniel Topp og Christine Cecilie Hauerbach. 2. gang ægtede han 5. november 1886 i Viborg Abel Topp (4. april 1856 smst. – 16. september 1921 smst.), søster til 1. hustru.
Han er begravet på Viborg Kirkegård. Gennem sønnen Aage Hjalmer Paludan blev han farfar til arkitekten Johannes Paludan.

## Værker
- Den Brock-Bredalske Friskole, Nørrestræde, Randers (1867-68, nedrevet)
- Randers Kjøbstads Sygehus (1869-70, nedrevet)
- Håndværker- og Industriforeningen, Vestergade 15, Randers (1875-76, udvidet og ombygget)
- Tvangsarbejdsanstalt, Viborg (1881-82, i 1958 forsorgshjem, Skottenborg)
- Fattiggård, Viborg (1883-84)
- Hovedbygning på Duelund, Kjellerup (1883)
- Amtssygehus, Resensvej, Skive (1885-88, senere udvidet)
- Kapel, Viborg Kirkegård (1887)

### Kirkeombygninger
- Bejstrup Kirke (1874)
- Grinderslev Kirke (1878)
- Fly Kirke (1879)
- Mammen Kirke (1886)
- Fjelsø Kirke (1887)
- Skjern Kirke (1887)